# Michael Cacoyannis
Michael Cacoyannis, nascido Μιχάλης Κακογιάννης, translit. Mikhales Kakoyiannes, (Limassol, 11 de junho de 1922 — Atenas, 25 de julho de 2011) foi um premiado cineasta cipriota grego.
Ainda jovem, Cacoyannis foi mandado pela família a Inglaterra para estudar Direito, todavia acabou numa escola de teatro para mais tarde começar a trabalhar em produções cinematrográficas, estreando como ator em 1947. Em 1952 mudou-se para Atenas, onde produzirá seus principais filmes, entre as décadas de 1950 e 1970.
Em 1962, seu filme Elektra, baseado na tragédia de Eurípides, foi indicado para o Oscar de Melhor Filme em Língua Estrangeira. Pouco depois, em 1964, Cacoyannis tornou-se mundialmente conhecido, por  Zorba, o Grego, uma adaptação para o cinema do romance do escritor grego Nikos Kazantzakis. O filme obteve os Oscars de Melhor Roteiro Adaptado e de Melhor Filme. Também por Zorba, Cacoyannis recebeu o Oscar de Melhor Diretor.  Posteriormente, um outro filme do realizador - Iphigenia (1977), baseado no mito grego de Ifigênia, filha de Agamemnon e Clitemnestra - também foi indicado para o Oscar de Melhor Filme em Língua Estrangeira.
Morreu em Atenas, em 25 de julho de 2011, aos 89 anos.

## Filmografia
| Título original               | Título no Brasil                | Título em Portugal   | Ano  |
| ----------------------------- | ------------------------------- | -------------------- | ---- |
| The Cherry Orchard            | O Jardim das Cerejeiras         | -                    | 1999 |
| Pano, kato kai plagios        | Caminhos Cruzados               | -                    | 1993 |
| Sweet Country                 | -                               | -                    | 1987 |
| Ifigeneia                     | Ifigênia                        | -                    | 1977 |
| Attilas '74                   | -                               | -                    | 1975 |
| The Story of Jacob and Joseph | A História de José e Jacó       | -                    | 1974 |
| The Trojan Women              | As Troianas                     | -                    | 1971 |
| The Day the Fish Came Out     | Quando os Peixes Saíram da Água | -                    | 1967 |
| Alexis Zorbas                 | Zorba, o Grego                  | -                    | 1964 |
| Ilektra                       | Electra                         | Electra, a Vingadora | 1962 |
| Il relitto                    | -                               | -                    | 1961 |
| Eroica                        | -                               | -                    | 1960 |
| To teleftaio psema            | Uma Questão de Dignidade        | -                    | 1958 |
| To koritsi me ta mavra        | A Mulher de Negro               | -                    | 1956 |
| Stella                        | -                               | -                    | 1955 |
| Kyriakatiko xypnima           | -                               | -                    | 1954 |